# Múscul esfínter de la pupil·la
El múscul esfínter de la pupil·la (musculus sphincter pupillae) o múscul constrictor de la pupil·la, és un múscul situat en l'iris de l'ull; forma una estreta banda muscular de l'iris. Només es troba en vertebrats i en alguns cefalòpodes. I en els humans, inicialment, tots els miòcits són del tipus de múscul llis; però, més tard, la majoria de les cèl·lules són ja de musculatura estriada. En humans, funciona per constrènyer la pupil·la en una situació de llum brillant (reflex pupil·lar) o durant el reflex d'acomodació. Les seves dimensions són de prop de 0,75 mm d'ample per 0,15 mm de gruix.
Està controlat per fibres parasimpàtiques originades en el nucli de Edinger-Westphal, que travessa al llarg del nervi oculomotor (nervi cranial III), fa sinapsis en el gangli ciliar i, després, entra a l'ull a través dels nervis ciliars curts.

## Imatges

Reflex pupil·lar davant la llum: l'esfínter de la pupil·la s'activa per tancar la pupi·la.